# Teodora Ungureanu
Teodora Ungureanu (Reșița, 13 novembre 1960) è un'ex ginnasta rumena, medaglia d'argento ai Giochi olimpici di Montréal nel 1976.